# 残障相关遇难者哀悼日
自2012 年起，由一息尚存（Not Dead Yet）组织和孤独谱系自倡导网络 (ASAN)等残障人士民权运动组织等于每年 3 月 1 日倡导发起了“残障相关遇难者哀悼日”活动  ，以纪念被护理人员（尤其是父母）杀害的残障人士。这一年度活动获得了主流残疾人支持组织的关注和支持，也吸引了政界人士和媒体的关注，成为残疾人权利运动的重要组成部分。本纪念日旨在呼吁公众关注照顾者和家人杀害其照看的残疾儿童和成人的问题——此类谋杀通常较同类的针对健全人士的生命剥夺行为更容易被社会接受，更在一定程度上被与普通谋杀区别开来。
译者声明：
此处所指的残障至少同时包括：身体障碍、精神障碍、神经多样性。
英语原文中的词序与汉语表达难以完全对应。此处的“残障相关遇难者”原特指受害者纯粹或主要地由于其自身残障而遇难。
尽管发起文件可能未有提及，来自陌生人或不特定公众的对残障者的忽视、歧视与攻击行为同样高发，因此受害甚至遇难的人士并非少数。他们也应当为本日哀悼纪念活动的对象。

## 历史
21世纪初，多年以来在各种残疾人士权利倡导社区中流传的相关遇难者名单逐渐增加，早期的哀悼因自身残障而被害的人士的守夜活动已逐渐开展起来。  然而，2012 年，孤独谱系自倡导网络的倡导主任佐伊·格罗斯 (Zoe Gross)于3月30日发起了首个“残障相关遇难者哀悼日”。 主流新闻报道对乔治·霍金斯 (George Hodgins) 被害案的报道成为此哀悼日的主要起因：乔治·霍金斯是一名 22 岁的孤独症男子，他的母亲伊丽莎白将儿子谋杀后自杀身亡；新闻报道诱导主流社会将伊丽莎白视为一位“忠诚而慈爱”的母亲，而将乔治视为“功能低下、赡养费高”的负担——显然，只是因为他自身的残障，他的死亡就被合理化了。   
该哀悼日在一定程度上也呼应了其它从健全人视角出发关注残障事务的活动日。例如，在残疾意识日（Disability Awareness Day），健全学生通过模仿体验残疾人士的生活经历（例如，蒙住眼睛体验失明）。这种模拟与残疾人的亲身经历相去甚远，在残疾人权利倡导者中存在争议。 

## 活动
此后每年的3 月 1 日，世界各地的很多城市都会举行“残障相关遇难者哀悼日”守夜活动，参与者并在残疾人权利网站上整理、更新残障相关遇难者名录。 雪城大学和马里兰大学等美国高等院校都举办过相关仪式。 在美国以外，加拿大、 苏格兰、 澳大利亚和中国等地也举行了守夜活动。  2021年，受COVID-19疫情影响，全球守夜活动在网上举行。 
残障相关遇难者人数众多，不可能每次都全部重复。因此，大多数相关守夜活动都会诵读自上次哀悼以来新增的遇难者名单，以志永不相忘。 许多守夜活动更邀请残障事务的幸存受害者（例如机构幸存者）分享他们的亲身经历。 残疾纪念网站收集到可以追溯至 1980 年的更完整的遇难者名录。与其他守灵类似，本活动也常为相关遇难者默哀和点燃蜡烛。 媒体对此类谋杀案的报道方式也是本纪念活动的焦点：记者们经常采访凶手的朋友和亲戚以及其他残疾人照顾者，而这些受访者常对类似针对残障人士的犯罪行为表示同情。 有关针对残疾人士生命权利的偏见最受关注。例如，杀害受嫌犯照看的残障人士的行为常被归结为过失/激情杀人，相关受害者自身的残障更常作为减刑甚至脱罪的因素。 据鲁德曼家庭基金会统计，2011-2015年，北美地区平均每周有一名残疾人被家庭成员或看护者谋杀；许多凶手被无罪释放或刑罚明显偏低。 同样，佛罗里达农工大学法律评论的一篇论文发现，大约一半的杀子行为处于“利他主义”的动机：对这部分父母和照看者而言，存在结束被照看者生命必然是“结束痛苦”的信念；这现象主要在残疾儿童谋杀案中表现明显。 
最初组织此守灵活动的孤独谱系自倡导网络仍是3月1日哀悼活动的主干。 然而，来自多种其他障别的人士及其组织参加了这些活动。 在美国，其他参与宣传和举办类似哀悼活动的组织包括“一息尚存”、 “残疾人权利中心” 、 “国家独立生活委员会”以及“残疾人权利教育和辩护基金” 。 

## 影响
当佐伊·格罗斯首次提出“残障相关遇难者哀悼日”的概念时，她遭遇了大量反对声浪，反对者认为这个活动是对饱受苦难的涉事残障人士照料者的侮辱。然而，随着时间的推移，公众逐渐理解了本活动的意义。 2016 年，白宫残疾人群体联络员在华盛顿特区的活动中宣读了时任总统巴拉克·奥巴马 (Barack Obama)致相关人士的声明。 
残疾遇难者哀悼活动提高了举办地区公众对亲职/照料者谋杀行为的关注意识。  孤独谱系自倡导网络提供了一个“防止照料者谋杀行为工具包”，旨在防止残疾儿童和成人被其照料者杀害，并向读者提供应对、防范此类谋杀的方法。 
通过对被杀害残障者的哀悼，本活动唤起了公众对普遍存在的残障歧视及仇恨思想的关注。例如，一部备受争议的电影《音乐》讲述了一个自闭症女孩遭违背其意愿的身体限制的故事——类似的遭遇常归结为孤独症及相关残障人士的死因。在该片招待会中，这哀悼活动的重要性得到讨论。 
自这一天诞生以来，媒体对残疾人的报道变得更加积极，并且，在此类报道中，残障人士的自倡导已经变得更加普遍。Arc和Easter Seals等主流残疾团体已接受、配合甚至倡导这一哀悼活动。 

## 延伸阅读
- 马修·谢泼德 (Matthew Shepard) 和小詹姆斯·伯德 (James Byrd Jr.) 《仇恨犯罪预防法案》 ，美国第一部将残疾纳入受保护类别的仇恨犯罪立法
- 安乐死
- 马克斯·本森之死